# Краснохохлая павлинья кукушка
Краснохохлая павлинья кукушка (лат. Dromococcyx phasianellus) — неотропическая кукушка, один из двух представителей рода Dromococcyx из подсемейства Neomorphinae семейства Cuculidae  и один из трёх видов кукушек — гнездовых паразитов в американской фауне. Обитатель равнинных тропических лесов Центральной и Южной Америке.

## Описание
Краснохохлая павлинья кукушка — крупная кукушка с коротким ржаво-коричневым хохлом. Верхняя поверхность тела тёмно-дымчато-коричневая и нижняя часть тела бледно-палевая  с маленькими чёрными полосами на груди. Хвост отчетливо ступенчатый различной длины, центральные рулевые перья хвоста наиболее длинные. Крик состоит из двух коротких свистов, второй более высокого основного тона, после чего следует трель "Виии! Виии! Виирр-р-р". Крик обычно издаётся с высокого наблюдательного поста (присады), в то время как сама птица скрыта под плотным покровом кроны.

## Поведение

### Размножение
В Мексике сезон размножения, как полагают, продолжается с марта по август в то время, когда поют самцы. В штате Оахака размножается с апреля по июнь, а в Панаме крики самцов этого вида чаще всего раздаются с середины апреля по июль, то есть с самого начала сезона дождей. Информация о территориальном поведении весьма ограничена. Самцы реагируют на пение других самцов либо ответным пением, либо молчаливо распушаясь, с участием перьев головы и хохла, грудных перьев, крылья приспущены, демонстрируя белые пятна и приподнятые кроющие хвоста.
Краснохохлая павлинья кукушка — один из трёх представителей семейства Cuculidae в Новом свете, являющийся гнездовым паразитом. Точные детали его биологии размножения мало известны, за исключением списка выявленных видов гнездовых хозяев, включая тиранновых мухоловок из роде питанги-крошки (Myiozetetes), белоглазого оливкового мухоеда (Tolmomyias sulphurescens), очкового тиранна-плоскоклюва (Rhynchocyclus brevirostris), пегого водяного тиранна (Fluvicola pica), Fluvicola albiventer и полосатой сорокопутовой муравьеловки (Thamnophilus doliatus). Как и у других паразитических кукушек, насиживание яйца гнездового паразита и родительская забота о птенце обеспечивается видом воспитателем.
Яйца матовые, белые с венчиком из красно-коричневых или рыжих крапинок. Размеры 25,6 х 16,9 мм; 25,0 х 14,5 мм; 23,3 х 16,0 мм.

### Питание
Это насекомоядный вид и его пища включает в себя кузнечиков, цикад и жуков; иногда и мелких ящериц и птенцов. Для этого вида характерно особое поведение на земле при кормлении, который включает гремящие звуки, издаваемые при помощи вибрации оперения, и хлопки клювом, издаваемые в то время как птица стоит, покачивая телом, крыльями и хвостом, перед тем сделать нескольких коротких шагов вперёд перед клевком в опавших листьях потенциальную добычу.

## Распространение и места обитания
Места обитания этого вида - подлесок тропических низменных вечнозеленых лесов, приречных лесов и тропических лиственных лесов, от уровня моря до 1600 м. Она обитает в Аргентине, Белизе, Боливии, Бразилии, Колумбии, Коста-Рике, Эквадоре, Сальвадоре, Французской Гвиане, Гватемале, Гайане, Гондурасе, Мексике, Никарагуа, Панаме, Парагвае, Перу, Суринаме и Венесуэле.